# José Rodrigues Cajado Filho
José Rodrigues Cajado Filho (Rio de Janeiro, 1912 — Rio de Janeiro, 1966) foi um cenógrafo, roteirista e diretor de cinema brasileiro. É considerado o primeiro cineasta negro do Brasil.
Trabalhou em mais de 40 produções cinematográficas ao longo a vida, estreando em 1942 como auxiliar de cenografia no filme "Astros em Desfile", da Atlântida Cinematográfica. No filme "Vidas Solidárias", de 1945, assumiu o cargo de diretor de cenografia (foi o primeiro profissional a fazer carreira como cenógrafo no cinema brasileiro). Em 1946, no filme Fantasma por Acaso, fez a estréia como roteirista e em 1949, iniciou na direção de longas metragens no filme "Estou aí".